# Radosław Sztyber
Radosław Sztyber (ur. 26 stycznia 1969 w Zielonej Górze) – polonista, literaturoznawca, wydawca. Pracownik Instytutu Filologii Polskiej na Wydziale Humanistycznym Wyższej Szkoły Pedagogicznej w Zielonej Górze, od 2001 Uniwersytetu Zielonogórskiego. Profesor uczelni,

## Życiorys
Studia ukończył w Zielonej Górze w 1993 (praca magisterska pod kierunkiem prof. dra hab. Władysława Magnuszewskiego) i od tego czasu jest związany z macierzystą uczelnią. Obrony rozprawy doktorskiej (promotor – prof. dr hab. Wiesław Wydra, UAM; recenzenci: prof. dr hab. Ryszard Marciniak, UAM; prof. dr hab. Jacek Sokolski, UWr) podjął się w 1999 na Wydziale Filologii Polskiej i Klasycznej UAM. W Krakowie w 2013 otrzymał dyplom doktora habilitowanego (recenzowali: prof. dr hab. Mirosława Hanusiewicz-Lavalle, KUL; prof. dr hab. Alina Nowicka-Jeżowa, KUL; prof. dr hab. Piotr Borek, UP; przewodniczący komisji: prof. dr hab. Andrzej Borowski, UJ).
Kieruje Pracownią Literatury Dawnej i Edytorstwa. Od roku 2014 pełni funkcję redaktora naczelnego „Filologii Polskiej. Roczników Naukowych Uniwersytetu Zielonogórskiego”. Realizuje zadania dydaktyczne Instytutu Filologii Polskiej oraz indywidualne projekty naukowe, angażuje się także w przedsięwzięcia wydawnicze.

## Publikacje

### Monografie
Jest autorem ośmiu monografii autorskich (pierwszą wydano w roku 2005, ostatnią zaś w 2019). Większość tych książek wyposażono we wznowienia pisanych zabytków, dwa z nich ukazały się po raz pierwszy od czasu ich pierwodruku, w tym Wywód jedynowłasnego państwa świata Wojciecha Dembołęckiego. 

### Artykuły
Ogłosił blisko sto tekstów, większość na łamach polskich czasopism naukowych (m.in. w „Ethosie”, „Hungarian Studies”, „Literaturze i Kulturze Popularnej”, „Literaturze Ludowej”, „Napisie”, „Pamiętniku Literackim”, „Tematach i Kontekstach”), inne to rozdziały w monografiach zbiorowych bądź seriach wydawniczych.